# Karanganyar (Sukoharjo)
Karanganyar is een bestuurslaag in het regentschap Wonosobo van de provincie Midden-Java, Indonesië. Karanganyar telt 1270 inwoners (volkstelling 2010).